# Bianca e Falliero

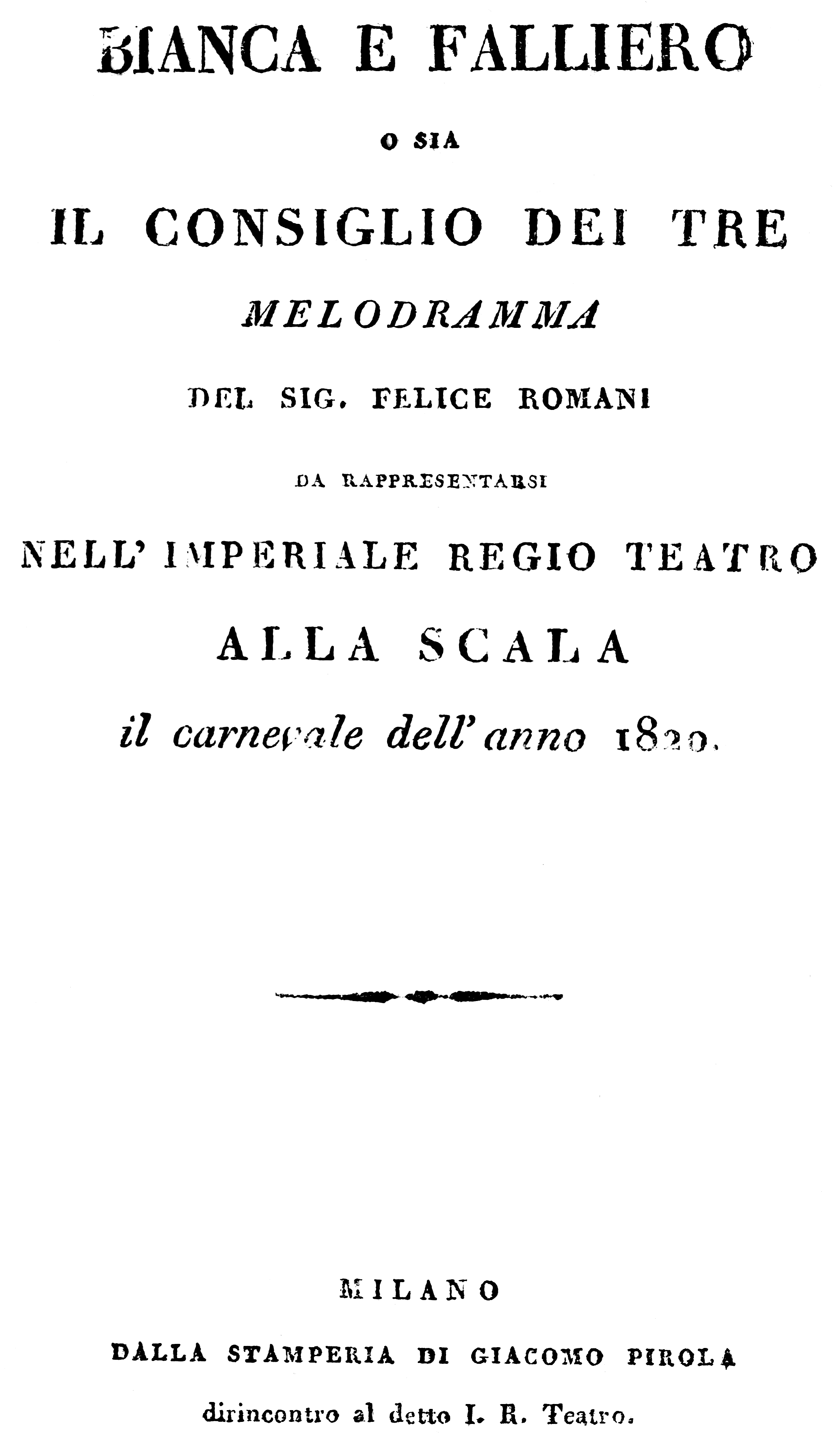

Bianca e Falliero, o sia Il Consiglio dei Tre è un'opera di Gioachino Rossini. Il libretto, denominato Melodramma in due atti è di Felice Romani. Il soggetto fu tratto dal dramma Les Vénitiens ou Blanche et Montcassin di Antoine-Vincent Arnault. La prima rappresentazione inaugurò, il 26 dicembre 1819, la stagione di Carnevale e Quaresima del Teatro alla Scala di Milano. Nonostante l'eccellente compagnia di canto l'opera non riscosse il successo sperato dal compositore, che si era impegnato a fondo nel tentativo di soddisfare il gusto del pubblico milanese. Il 3 luglio 1824 avviene la prima nel Teatro Nacional de São Carlos di Lisbona. Al Teatro San Carlo di Napoli la prima è stata l'8 aprile 1825 con Adelaide Tosi, Giuditta Grisi, Giovanni David, Luigi Lablache e Michele Benedetti (basso). Al Teatro Regio di Parma la prima è stata il 28 gennaio 1830 con Eugenia Tadolini e Clorinda Corradi.
Dopo poche sporadiche riprese nell'Ottocento, l'opera venne ripresa solo nel 1986 al Rossini Opera Festival, dove entusiasmò il pubblico, soprattutto grazie all'interpretazione di Marilyn Horne nei panni di Falliero, diretta da Donato Renzetti con The London Sinfonietta Opera Orchestra, Chris Merritt, Giorgio Surjan e Katia Ricciarelli.

## Trama
A Venezia nel XVII secolo, dopo la congiura del marchese di Bedamar.

### Atto I
I senatori Contareno e Capellio sono in contrasto fra loro a causa di un'eredità: Bianca, la figlia di Contareno, viene offerta in sposa a Capellio, come segno di pace raggiunta in cambio del lascito conteso. Quando Falliero ritorna, vincitore dei ribelli e degli Spagnoli e desideroso di avere la mano di Bianca, scopre che ella è stata promessa al senatore. Durante la cerimonia nuziale Falliero irrompe ad impedire le nozze con Capellio. 

### Atto II
Contareno sorprende Bianca e Falliero intenti ad ordire una fuga d'amore: Falliero è costretto a rifugiarsi presso l'ambasciatore di
Spagna, dove viene poi scoperto. Questo fatto costituisce grave motivo di accusa (tradimento) poiché il doge, su consiglio di Contareno, ha decretato la pena di morte per qualunque nobile veneziano sorpreso ad avere rapporti con una potenza straniera: quando poi Falliero viene a
sapere che lo stesso Contareno sarà fra i tre giudici, insieme a Capellio, si sente perduto. Bianca allora interviene, e convince Capellio
della sincerità dell'amore che la lega a Falliero; ottiene così il rinvio del giudizio al Senato, che assolve il giovane, perdonato infine
anche da Contareno nel tripudio generale.

## Organico orchestrale
La partitura di Rossini prevede l'utilizzo di:
- 2 flauti (anche ottavini), 2 oboi, 2 clarinetti, 2 fagotti
- 4 corni, 3 trombe, 3 tromboni
- timpani, grancassa e piatti, triangolo
- archi

Per i recitativi secchi:
- pianoforte (violoncello e contrabbasso ad libitum)

## Struttura dell'opera
- Sinfonia

### Atto I
- 1 Introduzione Dalle lagune adriatiche (Coro, Contareno, Capellio)
- 2 Coro e Cavatina Viva Fallier - Se per l'Adria il ferro strinsi (Falliero)
- 3 Coro e Cavatina Negli orti di Flora - Della rosa il bel vermiglio (Bianca)
- 4 Cavatina Pensa che omai resistere (Contareno)
- 5 Duetto Sappi che un dio crudele (Bianca, Falliero)
- 6 Finale Fausto Imene e di gioia cagione (Coro, Contareno, Capellio, Bianca, Falliero)

### Atto II
- 7 Duetto Va', crudel (Falliero, Bianca)
- 8 Duetto Non profferir tal nome (Contareno, Bianca)
- 9 Coro e Aria Qual notte di squallore - Alma, ben mio, sì pura (Falliero)
- 10 Cavatina Tu non sai qual colpo atroce (Falliero)
- 11 Quartetto Cielo, il mio labbro inspira (Bianca, Falliero, Contareno, Capellio)
- 12 Coro Vieni, per te tremante
- 13 Cavatina Teco resto (Bianca)

## Incisioni discografiche
| Anno | Cast (Bianca, Falliero, Contareno, Capellio)                           | Direttore         | Etichetta     |
| ---- | ---------------------------------------------------------------------- | ----------------- | ------------- |
| 1986 | Katia Ricciarelli, Marilyn Horne, Chris Merritt, Giorgio Surjan        | Donato Renzetti   | Opera D'Oro   |
| 2001 | Majella Cullagh, Jennifer Larmore, Barry Banks, Ildebrando D'Arcangelo | David Parry       | Opera Rara    |
| 2005 | Maria Bayo, Daniela Barcellona, Francesco Meli, Carlo Lepore           | Renato Palumbo    | Dynamic       |
| 2015 | Cinzia Forte, Victoria Jarovaja, Kenneth Tarver, Baurzhan Anderzhanov  | Antonino Fogliani | Naxos Records |